# Rookery Mound
Le Rookery Mound est un site archéologique du comté de Monroe, dans le sud de la Floride, aux États-Unis. Protégé au sein du parc national des Everglades, il est inscrit au Registre national des lieux historiques depuis le 5 novembre 1996.